# Tachina canadensis
Tachina canadensis är en tvåvingeart som först beskrevs av J.D. Tothill 1924.  Tachina canadensis ingår i släktet Tachina, och familjen parasitflugor. Arten förekommer i Nordamerika och inga underarter finns listade i Catalogue of Life.